# كوكس
كوكس (بالفرنسية: Kukës)‏ هي مدينة وبلدية تقع في ألبانيا في محافظة كوكس.[بحاجة لمصدر] يقدر عدد سكانها بـ 16,719 نسمة .

## المناخ
يظهر الجدول التالي التغييرات المناخية على مدار السنة لكوكس:
| البيانات المناخية لـكوكس          | البيانات المناخية لـكوكس | البيانات المناخية لـكوكس | البيانات المناخية لـكوكس | البيانات المناخية لـكوكس | البيانات المناخية لـكوكس | البيانات المناخية لـكوكس | البيانات المناخية لـكوكس | البيانات المناخية لـكوكس | البيانات المناخية لـكوكس | البيانات المناخية لـكوكس | البيانات المناخية لـكوكس | البيانات المناخية لـكوكس | البيانات المناخية لـكوكس |
| الشهر                             | يناير                    | فبراير                   | مارس                     | أبريل                    | مايو                     | يونيو                    | يوليو                    | أغسطس                    | سبتمبر                   | أكتوبر                   | نوفمبر                   | ديسمبر                   | المعدل السنوي            |
| --------------------------------- | ------------------------ | ------------------------ | ------------------------ | ------------------------ | ------------------------ | ------------------------ | ------------------------ | ------------------------ | ------------------------ | ------------------------ | ------------------------ | ------------------------ | ------------------------ |
| الدرجة القصوى °م (°ف)             | 19.7 (67.5)              | 23.1 (73.6)              | 26.9 (80.4)              | 30.6 (87.1)              | 35.0 (95.0)              | 39.2 (102.6)             | 40.2 (104.4)             | 38.7 (101.7)             | 35.4 (95.7)              | 30.6 (87.1)              | 25.4 (77.7)              | 22.0 (71.6)              | 40.2 (104.4)             |
| متوسط درجة الحرارة الكبرى °م (°ف) | 3.8 (38.8)               | 7.2 (45.0)               | 12.1 (53.8)              | 17.4 (63.3)              | 22.5 (72.5)              | 25.9 (78.6)              | 28.8 (83.8)              | 28.8 (83.8)              | 24.6 (76.3)              | 18.1 (64.6)              | 11.3 (52.3)              | 5.6 (42.1)               | 17.2 (62.9)              |
| متوسط درجة الحرارة الصغرى °م (°ف) | −2.9 (26.8)              | −1.2 (29.8)              | 1.8 (35.2)               | 6.2 (43.2)               | 10.8 (51.4)              | 14.0 (57.2)              | 15.6 (60.1)              | 15.2 (59.4)              | 11.9 (53.4)              | 7.0 (44.6)               | 3.1 (37.6)               | −0.8 (30.6)              | 6.7 (44.1)               |
| أدنى درجة حرارة °م (°ف)           | −22.0 (−7.6)             | −14.5 (5.9)              | −13.0 (8.6)              | −2.8 (27.0)              | 0.5 (32.9)               | 4.0 (39.2)               | 6.9 (44.4)               | 6.4 (43.5)               | 0.0 (32.0)               | −3.0 (26.6)              | −16.0 (3.2)              | −16.3 (2.7)              | −22.0 (−7.6)             |
| الهطول مم (إنش)                   | —                        | —                        | —                        | —                        | —                        | —                        | —                        | —                        | —                        | —                        | —                        | —                        | 909.8 (35.82)            |
| متوسط الأيام الممطرة (≥ 1.0 mm)   | —                        | —                        | —                        | —                        | —                        | —                        | —                        | —                        | —                        | —                        | —                        | —                        | 95.0                     |
| متوسط الأيام المثلجة              | —                        | —                        | —                        | —                        | —                        | —                        | —                        | —                        | —                        | —                        | —                        | —                        | 17.0                     |
| متوسط الرطوبة النسبية (%)         | —                        | —                        | —                        | —                        | —                        | —                        | —                        | —                        | —                        | —                        | —                        | —                        | 66.0                     |
| ساعات سطوع الشمس الشهرية          | —                        | —                        | —                        | —                        | —                        | —                        | —                        | —                        | —                        | —                        | —                        | —                        | 1٬973٫1                  |
| المصدر: NOAA                      |                          |                          |                          |                          |                          |                          |                          |                          |                          |                          |                          |                          |                          |

## أعلام
- مثيلا دودا